# Erwin Schrott
Erwin Esteban Schrott Baladon (Montevideo, 21 de diciembre de 1972) es un bajo-barítono operístico uruguayo, nacionalizado también español por acuerdo del Consejo de Ministros de España de 29 de octubre de 2010. Es particularmente conocido por su interpretación de personajes "mozartianos" como Fígaro en Las bodas de Fígaro y el rol protagónico en Don Giovanni.

## Biografía
Hizo su debut profesional en Montevideo a los 22 años, cantando Roucher en Andrea Chénier, seguido de su debut en el Teatro Municipal de Santiago de Chile, como Timur en Turandot, Colline en La Bohème, Sparafucile en Rigoletto y Ramfis en Aida, tras lo cual ganó una beca para estudiar en Italia.
En 1997 debutó en el Teatro Colón de Buenos Aires con Sparafucile junto a Leo Nucci y Sumi Jo, regresó en 1999 como Colline junto a Mirella Freni y en 2013 para Las bodas de Fígaro.
Al ganar el primer premio (categoría hombres) y el premio del público de Operalia 1998 (concurso fundado por Plácido Domingo) llamó la atención de importantes teatros internacionales. Interpretó el rol principal en Don Giovanni, Escamillo en Carmen, Farón en Moïse et Pharaon, Alvise Badoero en La Gioconda und Selim en Il turco in Italia en La Scala – Don Giovanni, Faraón, Leporello (en Don Giovanni) , Banco en Macbeth, Mefistófeles en Fausto, Scarpia en Tosca en el Covent Garden de Londres – Figaro, Escamillo, Don Giovanni en el Metropolitan Opera de New York.
Cantó, por ejemplo, en Teatro Real de Madrid, Teatro de la Ópera de Roma, Gran Teatro del Liceo, Ópera de París, Teatro Real de la Moneda, Ópera Estatal de Viena, Staatsoper Unter den Linden, Ópera Semper, Teatro de ópera de Zúrich, Ópera de San Francisco, Ópera Nacional de Washington, Teatro Real de Copenhague, Ópera Nacional de Hungría y cantó en festivals como Festival de Salzburgo, Festival de Verona, Maggio Musicale Fiorentino y Rossini Opera Festival.
Una de las más impactantes figuras de la nueva generación de cantantes de ópera, Schrott estuvo relacionado sentimentalmente con la soprano rusa Anna Netrebko, con quien tuvo un hijo el 5 de septiembre de 2008 llamado Tiago Arua.

## Repertorio
- Bellini: Sir Giorgio y Riccardo Forth en Los puritanos de Escocia
- Bellini: Rodolfo en La sonámbula
- Berlioz: Mefistópheles en La condenación de Fausto
- Berlioz: Narbal en Los troyanos
- Bizet: Escamillo en Carmen
- Boito: Mefistófeles en Mefistófeles
- Donizetti: Dulcamara en El elixir de amor
- Donizetti: Enrico VIII. en Ana Bolena
- Donizetti: Don Alfonso en Lucrezia Borgia
- Donizetti: Don Pasquale en Don Pasquale
- Gounod: Mephistopheles en Fausto
- Mozart: Figaro y Conde Almaviva en Las bodas de Figaro
- Mozart: Don Giovanni y Leporello en Don Giovanni
- Offenbach: Lindorf/Coppélius/Miracle en Los cuentos de Hoffmann
- Ponchielli: Alvise Badoero en La Gioconda
- Puccini: Scarpia en Tosca
- Puccini: Colline en La bohème
- Puccini: Timur en Turandot
- Rossini: Alidoro en La Cenicienta
- Rossini: Pharaon en Moïse et Pharaon
- Rossini: Selim en El turco en Italia
- Rossini: Lindoro en La italiana ien Argel
- Verdi: Banquo en Macbeth
- Verdi: Ramfis en Aida
- Verdi: Procida en Las vísperas sicilianas
- Verdi: Attila en Attila
- Verdi: Pagano en I Lombardi alla prima crociata

## Discografía
- Donizetti - L'elisir d'amore (Dulcamara), Macerata Opera Festival, 2002, Niels Muus.
- Mozart - Le Nozze di Figaro (Figaro), Royal Opera House Covent Garden, Antonio Pappano, DVD 2007
- Rossini - Moïse et Pharaon (Pharaon), Teatro alla Scala, 2003, Riccardo Muti/ DVD
- Arias - Orquestra de la Comunitat Valenciana, Riccardo Frizza/ CD 2008